# Promegalonychus
Promegalonychus is een geslacht van kevers uit de familie van de loopkevers (Carabidae). De wetenschappelijke naam van het geslacht is voor het eerst geldig gepubliceerd in 1953 door Basilewsky.

## Soorten
Het geslacht Promegalonychus omvat de volgende soorten:
- Promegalonychus brauneanus (Burgeon, 1933)
- Promegalonychus calathoides (Basilewsky, 1949)
- Promegalonychus clarkei Basilewsky, 1975
- Promegalonychus decumanus Basilewsky, 1960
- Promegalonychus fageli Basilewsky, 1953
- Promegalonychus frantonius Basilewsky, 1985
- Promegalonychus kivuensis (Burgeon, 1933)
- Promegalonychus oribates (Alluaud, 1917)
- Promegalonychus pauliani (Burgeon, 1942)
- Promegalonychus ruwenzoricus (Burgeon, 1933)
- Promegalonychus sphodroides Basilewsky, 1975